# MURS
MURS, właściwie Nick Carter (ur. 18 marca 1978) – amerykański raper. Jego pseudonim jest akronimem "Making Underground Raw Shit". Jest związany z wieloma zespołami, m.in. z Living Legends czy z 3 Melancholy Gypsys. Wydał do tej pory 31 albumów, w tym 7 solowych.

## Dyskografia
Opracowano na podstawie materiału źródłowego

### Solo
- F'Real (1997)
- Good Music (1999)
- Murs Rules the World (2000)
- Murs Is My Best Friend (2001)
- The End of the Beginning (2003)
- Murs 3:16 Presents... Murs and the Misadventures of the Nova Express (2007)
- Murs for President (2008)

EP
- 3:16 the EP (1999)
- Good Music (remix) (1999)
- 24 Hrs. w/a G/The Two Step (2000)
- Bac for No Good Reason (2000)
- Do More + Yeah EP (2000)
- Varsity Blues EP (2002)
- Def Cover (2003)
- Risky Business/Brotherly Love (2003)
- Hustle/Bartender (2005)

Single
- "Better Than the Best" (2007)
- "Can It Be (Half a Million Dollars and 18 Months Later)" (2008)
- "Break Up (Remix) (The OJ Song)" (2009)

### Współpraca
3 Melancholy Gypsys
- Bac for No Good Reason EP (1996)
- Comurshul EP (1996)
- Grand Caravan to the Rim of the World (2005)

Living Legends
- Almost Famous (2002)
- Crappy Old Shit (2003)
- Creative Differences (2004)
- Classic (2005)

The Netherworlds
- The Netherworlds (2000)
- Pals (2001)

Felt
- Felt: A Tribute to Christina Ricci (2002)
- Felt 2: A Tribute to Lisa Bonet (2005)
- Felt 3: A Tribute to Rosie Perez (2009)

MURS & 9th Wonder
- Murs 3:16: The 9th Edition (2004)
- Murray's Revenge (2006)
- Sweet Lord (2008)

MURS & Dj Foundation
- Mursworld 2011 Winter/Spring (2011)

### Występy gościnne
- Always The Hard Way grupy Terror (2006), w utworze "Dibbs and Murs Check In" (wraz z Mr. Dibbs jako "Mr. Murs")[4]